# Casola in Lunigiana
Casola in Lunigiana es una localidad italiana de la provincia de Massa-Carrara, región de Toscana, con 1.088 habitantes.
Perteneció al Gran Ducado de Toscana, hasta su transferencia en 1847 al Ducado de Módena.

Ubicación de la ciudad de Casola in Lunigiana dentro de la provincia de Massa-Carrara.

## Evolución demográfica
| Gráfica de evolución demográfica de Casola in Lunigiana entre 1861 y 2001 |
|                                                                           |
| Fuente ISTAT - Elaboración gráfica por parte de Wikipedia                 |